# Sang til undren
Sang til undren er det tiende studiealbum fra den danske rocksanger Michael Falch. Det blev udgivet den 24. september 2007. Musikmagasinet GAFFA gav albummet fem ud af seks stjerner. Albummet toppede som #9 på Hitlistens Album Top-40 og nåede tre uger på listen.

## Spor
1. "En Af Os"
2. "Rock'N Roll"
3. "Farvel Elisabeth"
4. "Ild"
5. "Hvorfor Vil Jeg Være Rig?"
6. "Lad Mig Lige Se Dig"
7. "Dit Sande Ansigt"
8. "Forkæl Dig Selv"
9. "Ikke Mere Min"
10. "Tak Til Jer Der Bar"
11. "Sang Til Undren"